# Branco (filme)
Branco é uma premiada curta-metragem portuguesa, realizada, produzida e escrita por Luís Alves. Esta sátira política é protagonizada por Nuno Melo e teve a sua estreia em Junho de 2013 no Shortcutz Lisboa

## Sinopse
Portugal, 2013. Um homem irá fazer a diferença, nem que seja... contra todos.

## Elenco
Nuno Melo - Branco
Joaquim Nicolau - Isaías
Fernando Ferrão - Duques
Rita Lello - Mulher da Mesa
Augusto Portela - Homem da Mesa
Rita Soares - Rapariga da Mesa

## Prémios
Shortcutz Viseu - Vencedor Fevereiro 2014
Vencedor de 2 CBA 2014: Melhor Curta-metragem e Melhor Actor Nacional (Nuno Melo)
11 Cineuphorias 2014: Melhor Realizador Nacional (Luís Alves)- Melhor Actor Nacional (Nuno Melo) - Melhor Actor Secundário Nacional (Joaquim Nicolau) - Melhor Curta-metragem - Melhor Realizador de Curta-Metragem - Melhor Actor Curta-Metragem - Prémio do Público Realizador - Prémio do Público Top do Ano - Top do Ano Nacional - Top de Curtas-Metragens - Prémio Honorário Liberdade de Expressão
Shortcutz Lisboa - Vencedor Janeiro 2015
Shortcutz Faro - Vencedor Fevereiro 2015
FICISEG Festival Internacional de Cinema de Economia e Gestão 2015 – Prémio do Público
THESS International Short Film Festival 2015 - Cinematic Achievement Award